# سيمون راب
سيمون راب (بالإنجليزية: Simon Raab)‏ هو رسام ومخترِع وشخصية أعمال أمريكي، ولد في 1952 في تولوز في فرنسا.

## وصلات خارجية
- الموقع الرسمي